# 平壌医科大学

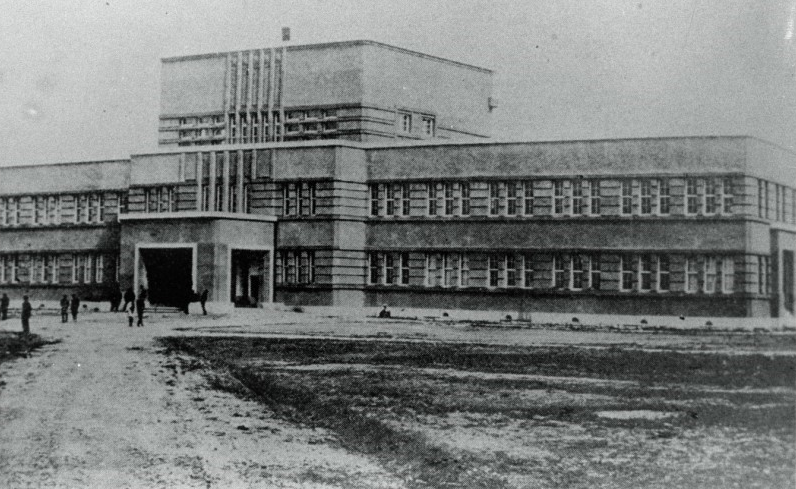
日本統治時代の平壌医学専門学校校舎

平壌医科大学（ピョンヤンいかだいがく、朝鮮語: 평양의학대학）は、朝鮮民主主義人民共和国平壌市にある医科大学。
日本統治時代の1929年4月に平壌の南町に平壌医学専門学校が設立され、1946年10月に金日成総合大学の医学部となり、1948年9月に平壌医学大学として分離・独立した。
平壌医科大学には付属病院の平壌医科大学病院がある。